# Линкълн (окръг, Колорадо)
Вижте пояснителната страница за други значения на Линкълн.
Окръг Линкълн (на английски: Lincoln County) е окръг в щата Колорадо, Съединени американски щати. Площта му е 6698 km², а населението - 5546 души (2017). Административен център е град Хюго.

## Градове
- Лаймън